# Strah pred smrtjo pri otrocih
Primarnji cilj raziskave je, da preuči, ali obstajajo spremembe v otroškem vedenju, ki se nanašajo na strah pred smrtjo, ki gre skupaj s pridobitvijo zrelega koncepta smrti. Raziskava je potekala v Brisbaneu, v Avstraliji. Udeleženih 90 otrok. Rezultati so pokazali, da je starost relativno povezana z razumevanjem smrti - starejši otroci imajo bolj zrelo razumevanje. Smrt in strah pred smrtjo pri starejših otrocih je negativno povezan - tisti z bolj zrelim konceptom kažejo manj strahu pred besedami, ki so povezane s strahom. Starejši otroci razumejo končnost smrti in nefunkcionalnost telesa po njej. Prav tako otroci z manjšo mero anksioznosti bolje razumejo pojav smrti. Boljše razumevanje smrti vpliva na strah pred njo, torej starejši otroci čutijo manjši strah pred smrtjo. Poleg razumevanja biološkega dogodka smrti na otrokov strah pred smrtjo vplivajo tudi ostali dejavniki kot so stopnja kognitivnega razvoja, kulturno ozadje, osebna izkušnja s smrtjo.  Arhivirano 2012-11-07 na Wayback Machine. [1].
Splošna anksioznost je negativno povezana z razumevanje smrti. Realnost je, da se nekateri majhni otroci že zelo zgodaj soočijo s smrtjo in umiranjem. Otroci se prvič s pojavom smrti srečajo v predšolskem obdobju. Smrt dojemajo kot pojav, ki se zgodi le nekaterim starejšim in bolnim ljudem. Mislijo, da se ji z zdravim življenjem in izmikanjem situacijam kot so prometne nesreče, rak (ki jih dojamejo kot smrtonosne) lahko izognejo. Pojmujejo jo kot stanje življenja v nebesih ali pod zemljo, kjer mrtvi še zmeraj potrebujejo kisik in vodo. Mrtvi vidijo,sanjajo in slišijo. V tej starosti otroci ne razumejo vzrokov smrti, povezujejo jih le sstrupi, pištolami in smrtonosnimi boleznimi. 
Priporoča se, da odrasli o teh temah odprto govorijo s svojimi otroki, saj bi to tako lažje sprejeli. Pri majhnih otrocih je razumevanje smrti kot biološkega dogodka povezan z zmanjšanjem strahu pred smrtjo. Najboljši način, da otroci premagajo strah pred smrtjo je, da se prej naučijo o bioloških faktorjih o smrti. Na ta način bodo eliminirali strah, manj se bodo bali, ne bodo obremenjeni z neodgovorjenimi vprašanji o smrti, kar izhaja iz nezrelega koncepta pri razumevanju smrti. Strah pred smrtjo se bo zmanjšal, če bodo otroci prejeli te informacije o smrti. Tako, bodo pokazali več razumevanja do bioloških faktorjev o smrti in zmanjšujejo strah. Čeprav obstajajo različnie raziskave, jih večina vodi do zaključka, da je strah pred smrtjo večji med mlajšo starostno populacijo in pada s staranjem.